# De Havilland DH.85 Leopard Moth
Il de Havilland DH.85 Leopard Moth fu un monomotore da trasporto ad ala alta, in grado di trasportare tre persone pilota compreso, prodotto dall'azienda britannica de Havilland negli anni trenta.
Sviluppato ad uso civile e destinato al trasporto di passeggeri e merci, fu utilizzato anche in ambito militare durante la Seconda guerra mondiale.

## Storia

### Sviluppo
Il Leopard Moth fu introdotto nel 1933 come successore del DH.80 Puss Moth, il suo disegno prendeva spunto in maniera superficiale dai vecchi modelli, ma in realtà il progetto apportava cambiamenti importanti, tra i quali bisogna citare la nuova fusoliera, realizzata non in tubi di acciaio come nel DH.80, ma realizzata in legno di abete rosso. Questa soluzione permetteva di incrementare le prestazioni del velivolo, rispetto al DH.80, utilizzando sempre lo stesso motore. Il pilota e i passeggeri erano alloggiati nella stessa cabina chiusa, con questi ultimi seduti fianco a fianco nella parte posteriore dell'abitacolo.
Il prototipo volò la prima volta il 27 maggio 1933 dimostrando buone prestazioni di conseguenza se ne avviò la produzione in serie che proseguì fino al 1936. In totale furono realizzati 133 esemplari di DH.85, di cui 71 furono utilizzati nella Gran Bretagna.

### Impiego operativo
Nel luglio 1933 vinse la King's Cup Race, con una velocità media di 224,5 km/h (139,5 mph), pilotato dallo stesso Geoffrey de Havilland; due velivoli simili giunsero rispettivamente terzo e sesto..
Dei velivoli inglesi, 44 servirono durante la seconda guerra mondiale sia in Inghilterra che in Australia, molti di questi con compiti di comunicazione.

## Utilizzatori

### Militari
Australia
- Royal Australian Air Force

 Germania
- Luftwaffe

operò con un piccolo numero di esemplari catturati.
 Paesi Bassi
- Luchtvaartafdeeling

 Portogallo
- Arma da Aeronáutica Militar

 Regno Unito
- Royal Air Force

 Sudafrica
- South African Air Force

 Rhodesia Meridionale
- Southern Rhodesian Air Force

operò con un solo esemplare.

## Velivoli sopravvissuti
A tutt'oggi diversi esemplari sono tuttora in condizione di volo ed appartengono quasi tutti a privati.